# Societat de Socors Mutus
La Societat de Socors Mutus és una entitat de la Jonquera, la seu de la qual és inclosa a l'Inventari del Patrimoni Arquitectònic de Catalunya.

## Descripció
L'edifici és situat al centre el poble, té planta baixa i dos pisos, i de planta rectangular. Les obertures de la planta baixa es troben emmarcades per carreus ben tallats, cosa que no passa a la resta de la construcció. La façana d'aquest edifici està remolinada i pintada, i la coberta és a dues vessants.

## Història
A tot l'Empordà es troben societats de socors mutus (especialment a les zones taperes). Aquestes societats no es limitaven a la missió benèfica, sinó que eren el centre de la vida cultural i recreativa local. Les primeres referències d'aquestes societats a la Jonquera són de finals del segle xix ("La Antigua Junquerense" i "El Antiguo Eco del Pirineo").
L'any 1903, de les cinc societats existents, quatre es varen fusionar creant la "Unió Jonquerenca". Creen un "Centre de Consum", és a dir, un local on servien cafès i altres begudes, els ingressos del qual servien per engruixir les aportacions dels socis. Un pas fonamental per la societat va ser la compra d'una part de l'edifici que encara ocupa, al Sr. Tarrinas. L'any 1918, compren una altra part de l'edifici i el 1919, construeixen al pati contigu un saló de ball. L'any següent (1920) inauguren una sala de cinema mut.
Els anys vint són la consolidació de la Unió Jonquerenca. Es crea la secció infantil i es reorganitzen les altres seccions: la dels malalts, la del cafè i la recreativa. S'organitza un grup de teatre i el munta una biblioteca.
Durant la Guerra Civil els locals de la societat són transformats en hospital. Acabada la guerra el Govern Civil nomena la Junta de Govern i es reprén l'activitat amb el nom de "La Unión Junquerense".